# Michael Schefts
Michael Schefts (* 19. April 1973 in Wien) ist ein österreichischer Schauspieler, Regisseur und Schriftsteller.

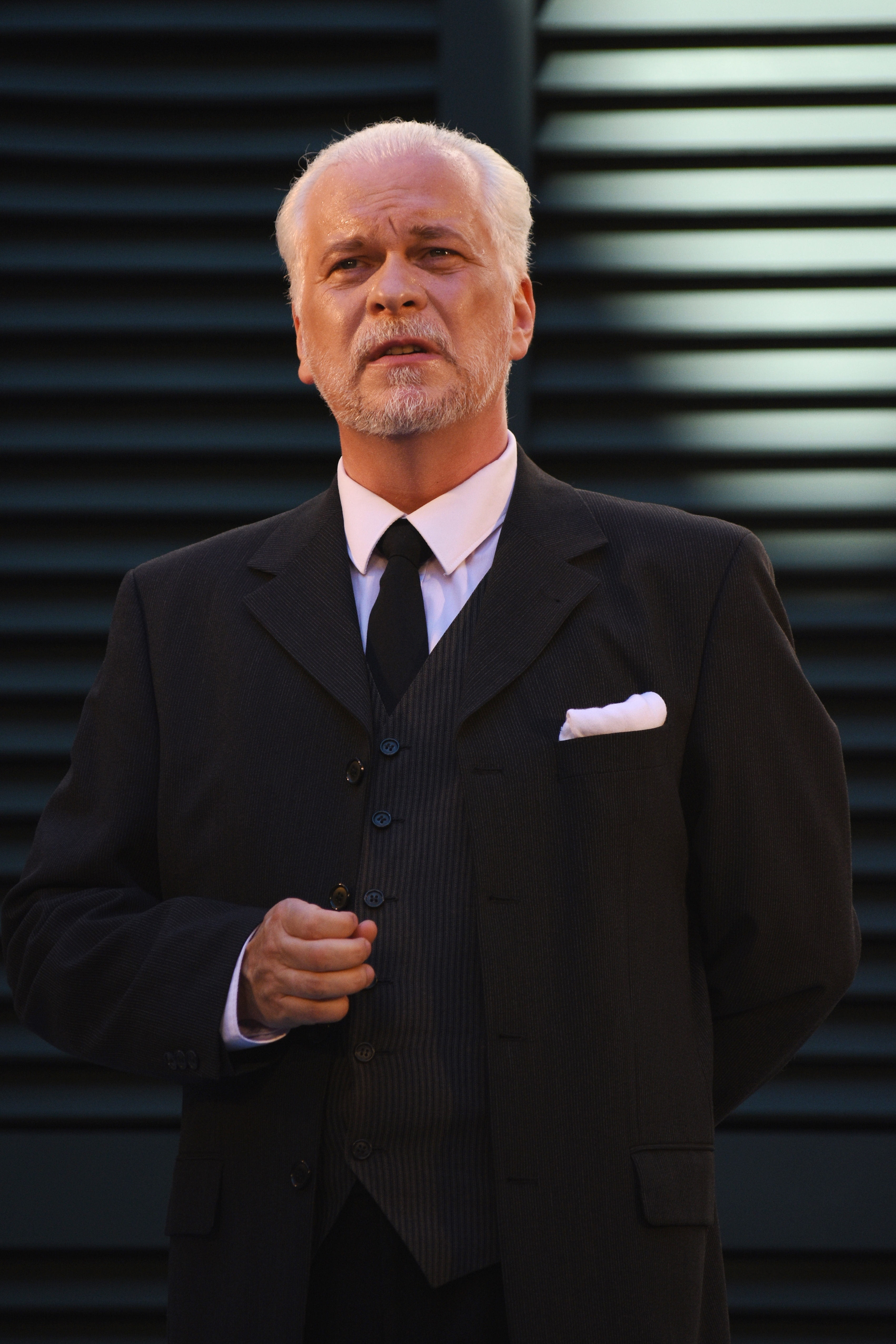
Michael Schefts

Nach seiner Ausbildung an der Wiener Schauspielschule Krauss begann er seine Karriere am Theater für Vorarlberg. Von 1999 bis 2003 trat er regelmäßig an der Elisabethbühne in Salzburg auf. Ab 2003 spielte er hauptsächlich in Wien. Es folgten Engagements in Österreich, Deutschland und der Schweiz.
Weitere Engagements führten ihn an die Oper in Rom, an die Scala in Mailand und zu den Salzburger Festspielen. Dort arbeitete er mit Riccardo Muti, Peter Stein, Alvis Hermanis, Anna Netrebko und Placido Domingo zusammen.
Schefts gibt darüber hinaus Lesungen, unter anderem von Wiener-Kaffeehaus-Literatur und Lesungen mit musikalischem Schwerpunkt. Er ist als professioneller Sprecher tätig. 2004 feierte er seine 50. Theaterpremiere. 2007 gab er sein Regiedebüt mit Eugène Ionescos Die Nashörner im Theater Spielraum. 2008 gründete er das WORT_ensemble, eine freie Theatergruppe in Wien. 2015 erschien sein erstes Kinderbuch „Siena und das Labyrinth des Minotaurus“.
Er lebt mit seiner Familie in Wien.

## Theaterrollen (Auswahl)
- 1996: Harold in Harold und Maude von Colin Higgins – Theater für Vorarlberg
- 1996: Dorante in Das Spiel von Liebe und Zufall von Pierre Marivaux – Theater für Vorarlberg
- 1996: Eugene in Brooklyn Memoiren von Neil Simon – Theater für Vorarlberg
- 1996: Jedermann in Jedermann von Hugo von Hofmannsthal – Kultursommer Pottenstein
- 1997: Ferdinand in Der Sturm von William Shakespeare – Theater für Vorarlberg
- 1997: Achilles in Penthesilea von Heinrich von Kleist – Welttheater Wien
- 1998: Tom in Die Glasmenagerie von Tennessee Williams – Ateliertheater Wien
- 1998: Sirelli in So ist es, wie es Ihnen scheint von Luigi Pirandello – Theaterverein Metamorphose
- 1999: Le Bret in Cyrano de Bergerac von Edmond Rostand – Elisabethbühne Salzburg
- 1999: Konstantin in Der graue Engel von Moritz Rinke – Elisabethbühne Salzburg
- 2000: Laertes in Hamlet von William Shakespeare – Elisabethbühne Salzburg
- 2000: Don Juan in Don Juan und Faust von Christian Dietrich Grabbe – Ateliertheater Wien
- 2001: Herzog in Don Quichotte von Lutz Hübner – Bregenzer Festspiele
- 2002: George Pigden in Außer Kontrolle von Ray Cooney – Elisabethbühne Salzburg
- 2002: Leonce in Leonce und Lena von Georg Büchner – Elisabethbühne Salzburg
- 2003: Golaud in Pelléas et Mélisande von Maurice Maeterlinck – Elisabethbühne Salzburg
- 2003: Selicour in Der Parasit oder Die Kunst sein Glück zu machen von Friedrich Schiller – Theater Spielraum
- 2004: Dean in Die Beute von Joyce Carol Oates – Theater Spielraum
- 2004: 50. Premiere als Prospero in Der Sturm von William Shakespeare – Theater Spielraum
- 2006: Jason in Verkommenes Ufer Medeamaterial Landschaft mit Argonauten nach Heiner Müller – Kunsthaus Bregenz
- 2007: Gavin in Ladies’ Night von Anthony McCarten und Stephen Sinclair – Theater Center Forum
- 2007: Lanz in Zwei Herren aus Verona von William Shakespeare – Sommerspiele Mödling
- 2008: Dr. Seward in Dracula von Bram Stoker – Theater Center Forum
- 2008: Lucien Cheval in Dinner für Spinner von F. Veber – Theater Center Forum
- 2009: Prof. Crey in Die Feuerzangenbowle nach Spoerl – Schaubühne Wien/Wachaufestspiele
- 2010: Hexe in Verdi von Giuseppe Verdi – Opera di Roma
- 2011: Chris in Shakespeares sämtliche Werke von Adam Long – Bregenz
- 2012: Bernard in Die Perle Anna von Marc Camoletti – Theater Center Forum
- 2013: Hauptmann in Il Trovatore von Giuseppe Verdi – Salzburger Festspiele
- 2014: Gaudí in Gaudí von Wolfsoon/Parsons – Linz
- 2015: Fähnrich/Hauptmann in Die Soldaten von Bernd Alois Zimmermann – Scala, Mailand
- 2015: Almady in Spiel im Schloß von Franz Molnár – Sommerspiele Sitzenberg
- 2016: Strasser in Zur schönen Aussicht von Ödön von Horváth – Sommerspiele Sitzenberg
- 2017: Prof. Abraham van Helsing in Dracula von Bram Stoker – Lockenhaus
- 2017: Gendarmerie-Oberst Krehl in Olympia von Franz Molnár – Sommerspiele Sitzenberg

## Regie
- 2007: Die Nashörner von Eugène Ionesco – Theater Spielraum
- 2008: Der Proceß von Franz Kafka – Scala Wien, Stadttheater Mödling, 3raum-Anatomietheater
- 2009: Frankenstein von Mary Shelley – 3raum-Anatomietheater
- 2010: Leonce und Lena von Georg Büchner – 3raum-Anatomietheater, Theater am Steg
- 2011: Die amerikanische Päpstin von Esther Vilar – 3raum-Anatomietheater, OFF-Theater, Tournee
- 2012: Die Ermittlung von Peter Weiss – OFF-Theater Wien
- 2012: Die letzten Tage der Menschheit von Karl Kraus – Heeresgeschichtliches Museum Wien, Tournee
- 2013: Es war die Lerche von Ephraim Kishon – Theater im Lindenhof (Eröffnungspremiere)
- 2014: Ur-Faust von Johann Wolfgang Goethe – St.-Nepomuk-Kapelle, Wien
- 2014: Reigen von Arthur Schnitzler – 68er Haus, Gablitz
- 2015: Der Sackpfeiffer von Millöcker/Anzengruber Uraufführung der Operette im KUMST
- 2016: SHAKE-zart & MO-speare – Arien und Lieder, Dramatisches und Briefliches von Shakespeare und Mozart
- 2017: Funny Money von Ray Cooney – Theater im Lindenhof, Wien 18
- 2018: Der Raub der Sabinerinnen von Franz und Paul von Schönthan – Theater im Lindenhof, Wien 18

## Musik und Text
Ab 2013 arbeitet Schefts mit dem Wienerklassik Orchester zusammen. Eine Lesung mit Musik zu Mozarts Zauberflöte war das erste Projekt.
Seit 2014 ist Schefts mit dem Wiener Klassikquintett als Sprecher in Peter und der Wolf von Sergei Prokofjew zu hören.
2016 war Premiere des Programms SHAKE-zart & MO-speare. Gemeinsam mit der Sopranistin Katrin Fuchs und der Pianistin Elena Gertcheva erarbeitet das Trio eine Hommage an den größten Dramatiker und den größten Komponisten aller Zeiten.

## Diskographie
- 1999: CD: Goethe, Ein Hörerlebnis (Konzept, Regie, Sprecher)
- 2010: CD: Egon’s verrückte Reise – ein Hörspiel mit Liedern (Sprecher und Text)

## Auszeichnungen
- 2015 Seerose der Sommerspiele Sitzenberg als Publikumsliebling in der Rolle des Almady
- 2022 Seerose der Sommerspiele Sitzenberg als Publikumsliebling in der Rolle des Theodor

## Bücher
- Siena – Das Labyrinth des Minotaurus (mit Markus Niederschick, 2015, Papierfresserchen Verlag)
- Siena – Das Theater um William Shakespeare (mit Markus Niederschick, 2016, blattsalat.media)
- Siena – Die Jagd auf den Rasselbock  (mit Markus Niederschick, 2017, blattsalat.media)
- Siena – Das Labyrinth des Minotaurus, überarbeitete Neuauflage (mit Markus Niederschick, 2017, blattsalat.media)